# A Fever You Can't Sweat Out
A Fever You Can't Sweat Out è il primo album discografico dei Panic! at the Disco, pubblicato nel 2005.

## Tracce
1. Introduction – 0:36
2. The Only Difference Between Martyrdom and Suicide Is Press Coverage – 2:54
3. London Beckoned Songs About Money Written by Machines – 3:23
4. Nails for Breakfast, Tacks for Snacks – 3:23
5. Camisado – 3:11
6. Time to Dance – 3:22
7. Lying Is the Most Fun a Girl Can Have Without Taking Her Clothes Off – 3:20
8. Intermission – 2:35
9. But It's Better If You Do – 3:25
10. I Write Sins Not Tragedies – 3:06
11. I Constantly Thank God for Esteban – 3:30
12. There's a Good Reason These Tables Are Numbered Honey, You Just Haven't Thought of It Yet – 3:16
13. Build God, Then We'll Talk – 3:40

Bonus track (Giappone)
1. I Write Sins Not Tragedies (Live in Denver) – 3:46

## Formazione
- Brendon Urie – voce, chitarra, tastiera, pianoforte, fisarmonica, organo
- Ryan Ross – chitarra, testi, tastiera, pianoforte, fisarmonica, organo
- Spencer Smith – batteria, percussioni
- Brent Wilson – basso

Altri musicisti
- William Brousserd – tromba (tracce 9, 12)
- Heather Stebbins – violoncello (tracce 8, 10, 12, 13)
- Samantha Bynes – violino (tracce 10, 12)